# Antonio Vita
Manuel Antonio Vita Segura (ur. 16 grudnia 1921 w Limie) – peruwiański strzelec, olimpijczyk.
Brał udział w igrzyskach olimpijskich w latach 1956 (Melbourne), 1960 (Rzym), 1964 (Tokio) i 1968 (Meksyk). Startował w konkurencji pistoletu dowolnego z odległości 50 metrów; najbliżej zdobycia medalu był w Tokio, gdzie zajął szóste miejsce.

## Wyniki olimpijskie
| Igrzyska | Konkurencja            | Wynik                                                                          | Miejsce    | Źródło |
| -------- | ---------------------- | ------------------------------------------------------------------------------ | ---------- | ------ |
| IO 1956  | Pistolet dowolny, 50 m | 519 punktów (88-81-86-92-81-81)                                                | 22 (na 33) | [ 1 ]  |
| IO 1960  | Pistolet dowolny, 50 m | Kwalifikacje: 337 punktów (80-84-86-87) Finał: 535 punktów (89-83-93-93-86-91) | 20 (na 67) | [ 2 ]  |
| IO 1964  | Pistolet dowolny, 50 m | 550 punktów (95-89-92-91-91-92)                                                | 6 (na 52)  | [ 3 ]  |
| IO 1968  | Pistolet dowolny, 50 m | 533 punkty (88-87-88-87-93-90)                                                 | 42 (na 69) | [ 4 ]  |